# 糖高粱

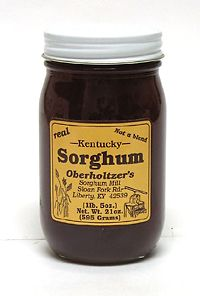
一罐糖高粱糖浆

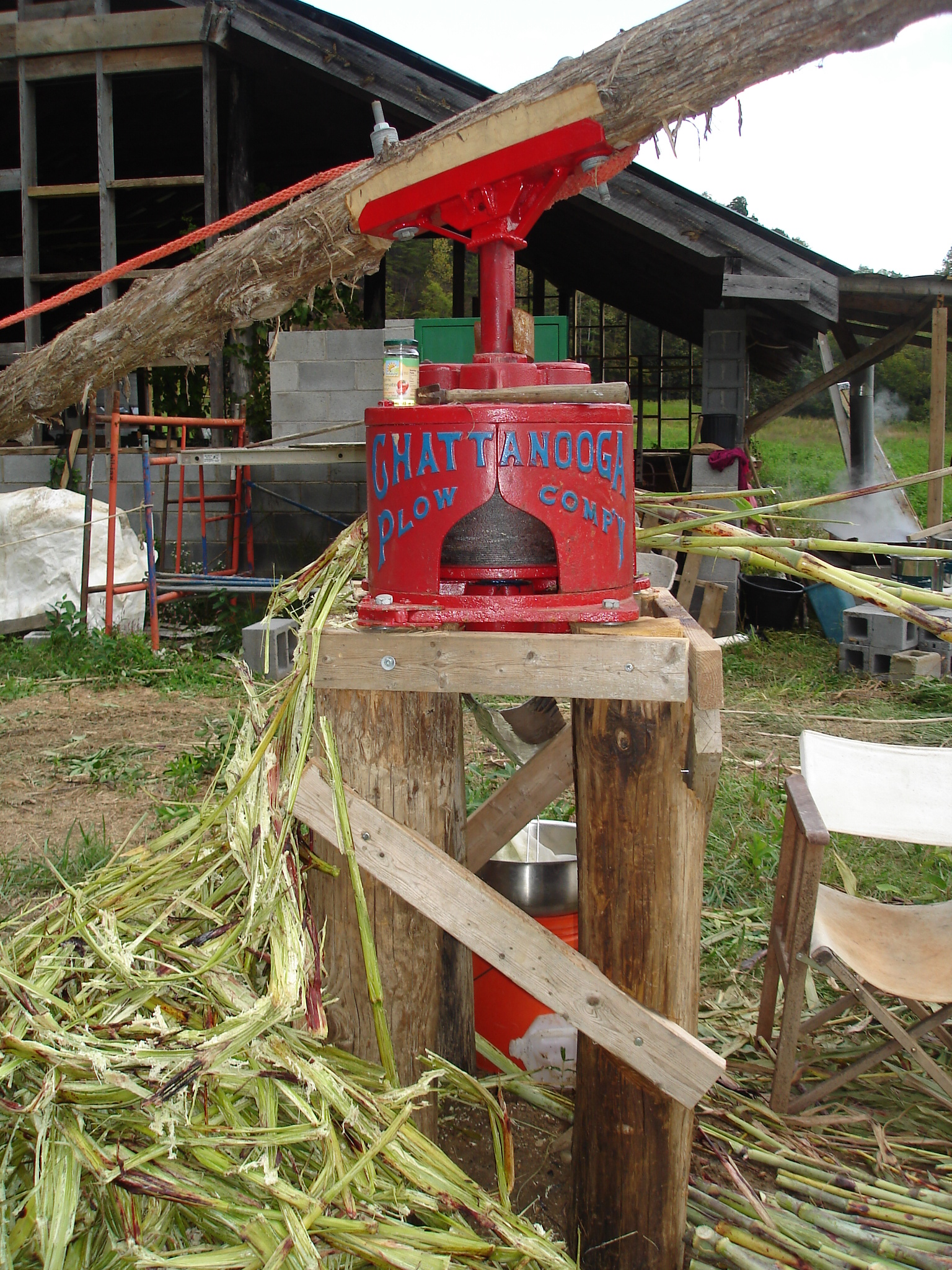
北卡罗来纳州有机农场用榨汁机生产糖高粱糖浆

糖高粱，俗名“甜杆”、“甜芦粟”或“芦穄”，属禾本科高粱属，指粒用高粱中茎含糖较多的品种。

## 形态
糖高粱外形同高粱类似，一年生草本，茎秆实心有含糖汁液，高1.5-2.5米；叶片互生，青灰色；圆锥花序，两性花；颖果结实较高粱少，颗粒较小色泽较深。

## 用途
糖高粱对土壤和气候要求不严格，分布广泛，是糖料作物之一，也可用作饲料、酿酒等用途。中国各地均有出产，尤以上海崇明岛为多，当地号称“芦粟之乡”。明正德（1506年-1521年）年间编修的《崇明县志》上就有记载。夏秋时收获，如甘蔗一样食用茎秆，也可埋入土中储存到冬天及春节前后食用。上海崇明方言称“芦穄 (Lu Ji)”，上海话称“甜芦粟”。甜芦粟的子与一般高粱所结的子有所区别：前者呈扁的鸡心狀，一般不食用；而高粱子呈圆形，可收获食用。还有一品种称“高粱芦穄”，既能用其茎，也能收获其子，但甜度不高，所以已很少种植。甜杆在中國东北地区也较为常见。在东北，家家户户的菜园子里都会播种一些甜杆，以备小孩子食用。
作为“甜杆”、“甜芦粟”食用的糖高粱茎形似甘蔗，但是比甘蔗细很多。作为“甜杆”食用时，将里面的“甜水”咀嚼出来吃掉，将残渣吐掉。